# لويك ريمي
لويك ريمي (بالفرنسية: Loïc Rémy)‏ (2 يناير 1987 في ليون) لاعب كرة قدم فرنسي يلعب حاليًا لصالح نادي الدرجة الأولى تشيلسي الإنجليزي في مركز المهاجم.

## المسيرة الرياضية
بدأ ريمي مسيرته الرياضية ناشئا في أكاديمية نادي ليون للناشئين سنة 2003 وبعد 3 سنوات تم تصعيده إلى الفريق الأول حيث شارك في أول مباراة رسمية أمام نادي سانت إتيان في 14 أكتوبر 2006. لم يستطع ريمي اثبات جدارته في التشكيلة الأساسية في نادي ليون فوافق على الانتقال بعقد إعارة إلى نادي لنس في النصف الثاني من موسم 2007-2008. في 5 يونيو 2008 وافق نادي ليون على التخلي عن ريمي لصالح نادي نيس حيث وقع على عقد يمتد لأربع مواسم’ في 19 اغسطس 2010 انتقل إلى نادي مرسيليا بعقد لمدة 5 سنوات. ثم انتقل إلى كوينز بارك رينجرز الإنجليزي وقضى فيه موسم واحد قبل ان ينتقل إلى نيوكاسل الإنجليزي لعام واحد على سبيل الإعارة، في سنة 2014 انتقل إلى نادي تشيلسي الإنجليزي بعقد مدته 5 سنوات قدره 9 ملايين يورو.

## روابط خارجية
- لويك ريمي على موقع الاتحاد الدولي (مؤرشف)  (الإنجليزية)
- لويك ريمي على موقع الاتحاد الأوربي (الإنجليزية)
- لويك ريمي على موقع اتحاد تركيا (لاعب) (الإنجليزية)
- لويك ريمي على موقع رابطة كرة القدم الفرنسية للمحترفين (الإنجليزية)
- لويك ريمي على موقع إي إس بي إن إف سي (الإنجليزية)
- لويك ريمي على موقع قاعدة بيانات كرة القدم.إي يو (الإنجليزية)
- لويك ريمي على موقع بيانات كرة القدم. دي إي (الألمانية)
- لويك ريمي على موقع ليكيب (الفرنسية)
- لويك ريمي على موقع ناشيونال فوتبول تيمز (الإنجليزية)
- لويك ريمي على موقع Soccerbase.com (لاعب) (الإنجليزية)